# Brachyphylla nana
Brachyphylla nana är en däggdjursart som beskrevs av Miller 1902. Brachyphylla nana ingår i släktet Brachyphylla, och familjen bladnäsor. IUCN kategoriserar arten globalt som livskraftig. Inga underarter finns listade i Catalogue of Life.
Arten blir 65 till 97 mm lång och saknar svans. Den har 12 till 23 mm långa bakfötter, 16 till 22 mm långa öron och 51,5 till 61,4 mm långa underarmar. Pälsen på ovansidan bildas av hår som är vit eller gul vid roten och gråbrun, mörkbrun eller svartbrun vid spetsen. Brachyphylla nana skiljer sig från den andra arten i samma släkte genom mindre storlek, en mindre skalle och en kortare tanduppsättning.
Artepitet nana i det vetenskapliga namnet är grekiska och betyder dvärg. Det syftar på artens mindre storlek inom släktet.
Denna fladdermus förekommer på Kuba, Hispaniola, Jamaica och på mindre västindiska öar. Den vistas i olika habitat.
Individerna bildar stora kolonier och vilar i grottor, ibland tillsammans med andra fladdermus. De äter frukter, insekter, nektar och pollen. Brachyphylla nana lämnar gömstället under nattens mörka timmar. Dräktiga honor observerades mellan december och maj. Ungarna diar sin mor fram till augusti.